# Famille Yorck von Wartenburg
La famille Yorck von Wartenburg est une famille noble allemande d’origine cachoube

## Personnalités
- Ludwig Yorck von Wartenburg (1759-1830),
- Peter Yorck von Wartenburg (1904-1944),
- Heinrich Yorck von Wartenburg (1861-1923),
- Paul Yorck von Wartenburg (1902-2002).